# 绿背白珠
绿背白珠（学名：Gaultheria hypochlora）为杜鹃花科白珠树属的植物。分布在缅甸、印度以及中国大陆的四川、云南等地，生长于海拔2,000米至3,600米的地区，多生长在疏林中，目前尚未由人工引种栽培。